# Bryan Jones (nadador)
Daniel Bryan Jones (1978) es un deportista estadounidense que compitió en natación. Ganó una medalla de plata en el Campeonato Pan-Pacífico de Natación de 1999, en la prueba de 4 × 100 m libre.

## Palmarés internacional
| Campeonato Pan-Pacífico | Campeonato Pan-Pacífico | Campeonato Pan-Pacífico | Campeonato Pan-Pacífico |
| Año                     | Lugar                   | Medalla                 | Prueba                  |
| ----------------------- | ----------------------- | ----------------------- | ----------------------- |
| 1999                    | Sídney (Australia)      | Medalla de plata        | 4 × 100 m libre         |